# ロサンゼルス・メモリアル・スポーツ・アリーナ
ロサンゼルス・メモリアル・スポーツ・アリーナは、カリフォルニア州ロサンゼルスのロサンゼルス・メモリアル・コロシアム近くにあった屋内競技場。

## 概要
1959年7月4日に完成。1984年のオリンピック（ボクシング会場）や、NBAのロサンゼルス・レイカーズ、クリッパーズ、NHLのロサンゼルス・キングスの本拠地として使用されたほか、NCAAバスケットファイナルフォーでは1968年と1972年に開催。また、大相撲公演が1964年、1976年、1981年と2008年に同所で開催された。1986年と1991年には、WWE最大の祭典レッスルマニアが開催された。しかしロサンゼルスFCがメジャーリーグサッカー新スタジアム誘致を決定したことから、同アリーナは2016年に閉鎖・解体され、跡地にバンク・オブ・カリフォルニア・スタジアムが建てられた。